# Verrières, Aube
Verrières là một xã ở tỉnh Aube, thuộc vùng Grand Est ở phía bắc miền trung nước Pháp.

## Dân số
| 1962                                 | 1968 | 1975 | 1982 | 1990 | 1999 |
| ------------------------------------ | ---- | ---- | ---- | ---- | ---- |
| 436                                  | 453  | 526  | 1414 | 1728 | 1724 |
| Từ năm 1962: Dân số không tính trùng |      |      |      |      |      |